# GoPro

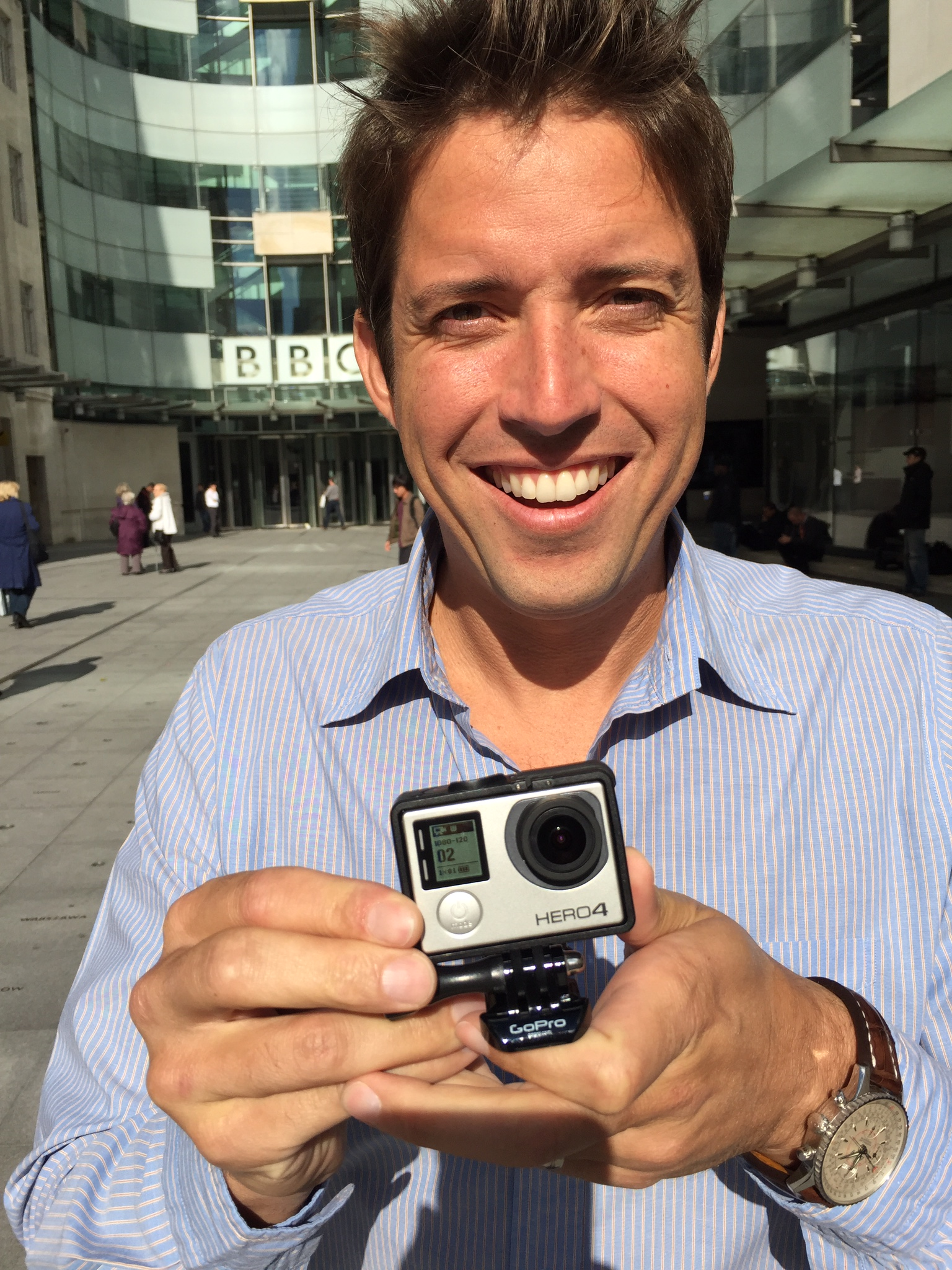
Ник Вудман, основатель компании

GoPro, Inc. (до февраля 2014 — Woodman Labs, Inc.) — американская компания, производящая экшен-камеры и аксессуары к ним, предназначенные для оперативной съемки активных действий. Основана в 2002 году Ником Вудманом. 
Штаб-квартира расположена в Сан-Матео, Калифорния.
Продукты компании широко популярны среди профессионалов и любителей. При помощи специальных аксессуаров камеры можно закрепить практически куда угодно, что даёт большую свободу для записи видео. Зачастую камеры GoPro используются в киноиндустрии; так, в 2015 году вышел полнометражный фильм «Хардкор», снятый на данные камеры.

## История
Идея подобной камеры пришла Нику Вудману во время путешествия по Австралии и Индонезии в 2002 году, когда он захотел снимать видео во время серфинга, созданная GoPro воплощала эту мечту. 
Компания вышла на окупаемость без внешнего финансирования (и долго оставалась прибыльной).
Продукт ждал успех — YouTube заполнили видео от первого лица, снятые на GoPro, прикрепленные к доскам для серфинга, лыжным шлемам, велосипедным рамам и даже домашним животным. Это была новая, персональная и малобюджетная, форма искусства.
Продукт рекламировал сам себя, и Вудман считал, что GoPro должна стать медиакомпанией, чтобы оптимально использовать сложившуюся стратегию. Давний партнер Вудмана по GoPro Брэдфорд Шмидт (он познакомился с Вудманом в Индонезии, в поездке, положившей начало GoPro), стал креативным директором, отвечавшим за корпоративный канал на YouTube.
В ноябре 2012 года выпущена серия камер «HERO3».
В 2014 году выручка компании увеличилась на 75% (634 млн долл. в четвертом квартале). 
Тогда же GoPro провела капитализацию, вышла на IPO. Акции компании взлетели вверх, подняв оцениваемую стоимость компании почти до 15 млрд долл.
К сентябрю 2014 года состояние Вудмана превышало 3 млрд долл., он стал самым высокооплачиваемым генеральным директором в Америке, по версии Bloomberg.
В рамках развития GoPro как медиакомпании — для механизмов создания и распространения пользовательского контента, поддержки «положительной обратная связь» — ей необходимо было более совершенное программное обеспечение. Создать его было непросто, и в период с 2014 по конец 2015 года GoPro наняла для работы над медиа-бизнесом более 100 человек, включая бывшего топ-менеджера вещательной корпорации CBS. Компания тратила миллионы долларов на разработку документальных и развлекательных телешоу.
6 июля 2015 года GoPro представила Hero4 Session (ценой 399 долл. — как и более мощная Hero4 Silver), небольшой водонепроницаемый кубик без экрана, всего с одной кнопкой.
Однако четвертый квартал 2015 года принес убытки впервые с момента IPO. Курс акций компании упал примерно до $10 — почти в 10 раз, по сравнению с пиком.
В сентябре 2016 прошла презентация новой камеры Hero5 (а также и ожидаемого дрона Karma) на горнолыжном курорте Скво-Вэлли. Спустя всего несколько недель GoPro пришлось признать «производственные проблемы» новой флагманской Hero5 Black (толщина стенок камеры в одной точке не превышала 0,2 мм и тонкий пластик не выдерживал давления воды).
К концу года компания достигла дна, из-за сокрушительных неудач продаж камер GoPro.
В сентябре 2016 компания представила долгожданный новый продукт — дрон Karma. Однако продукт оказался провальным — дроны в полете теряли управление и падали, и покупатели сразу завалили компанию жалобами. К тому моменту клиентам было передано лишь несколько тыс. дронов и было еще не поздно исправить ошибку — но никто не знал, в чем она. Пришлось сразу полностью отозвать товар.
Спустя несколько недель после отзыва Karma в компании начались масштабные сокращения. Вторая волна сокращений последовала в марте 2017 года, через месяц после того, как исправленный дрон вернулся на прилавки. Всего были уволены около 500 человек — более четверти штата компании, при этом ушли почти половина руководителей уровня вице-президента или выше. Медиа-направление было закрыто, хотя несколько десятков сотрудников продолжили работать в Go Pro. 
С конца 2015 до третьего квартала 2017 года, из-за неудачных продуктов, компания работала в убыток; акции компании с $98 упали ниже $8. Последовали массовые сокращения, компания отказалась от лишних продуктов и сотрудников, отказалась от амбициозных проектов и разработала новую стратегию.
«Белые каски»
С началом гражданской войны в Сирии камеры GoPro широко использовались участниками движения «Белые каски» для фиксации военных преступлений правительственных войск, возглавляемой США коалицией, и действий по ликвидации их последствий.

## Продукция компании

### GoPro HERO3

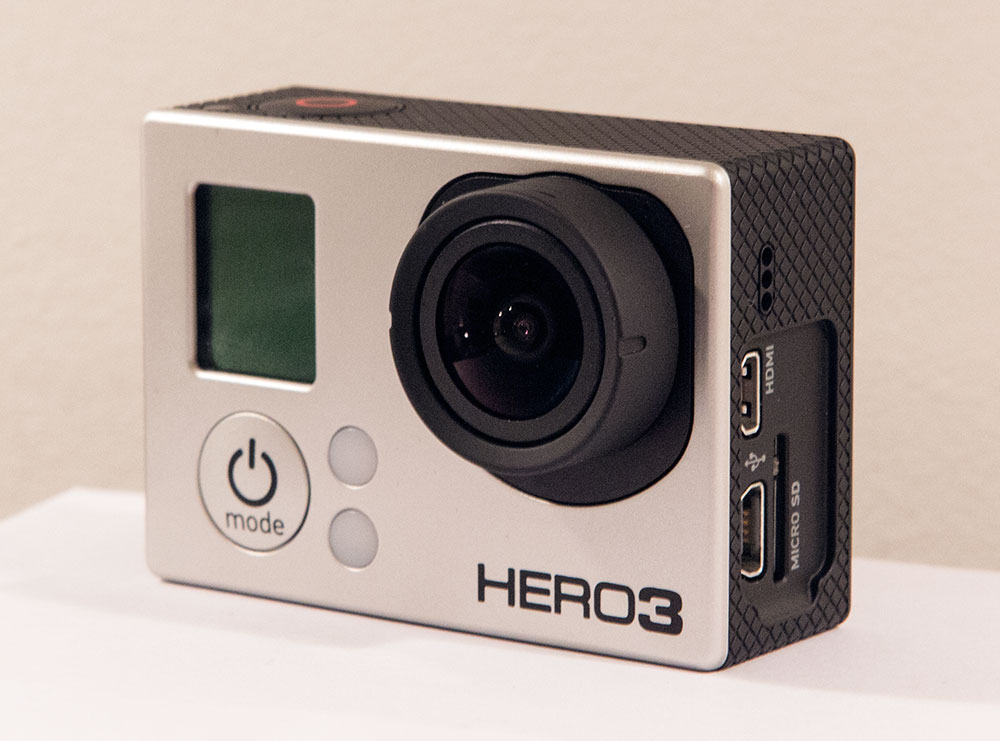
GoPro Hero 3

В ноябре 2012 года выпущена серия камер «HERO3». Эта серия продаётся в трёх вариантах: White, Silver и Black. Во всех моделях установлен wi-fi модуль, используется micro-SD карта и улучшено качество звука по сравнению с моделью HERO2. Самая дорогая версия камеры (Black) способна снимать видео с разрешением до 4K 15 кадров/секунду и делать фотографии с разрешением в 12 MP со скоростью 30 кадров в секунду. Silver сохранила все функции предшественника — HD HERO2, но стала легче и меньше. В начальной версии White разрешение фотографий и функции — как у более ранней версии HERO HD: скорость фотосъёмки до 3 кадров в секунду при разрешении 5 MP; запись видео до 960p/30 fps. Цена на самую дорогую модель составляет 500 евро.
В октябре 2013 года GoPro представила новую версию камеры — HERO3+, доступную в вариациях Black Edition и Silver Edition. Вариант Black Edition (стоимость $ 399,99) имеет режимы съёмки видео 1440p48, 1080p60, 960p100 и 720p120, а также 4Kp15 и 2.7Kp30 и может снимать серию из 12-мегапиксельных фото до 30 кадров в секунду. С повышением разрешения в HERO3+ Black Edition также увеличен угол обзора (этот режим называется «SuperView»). Black Edition также включает удалённое управление по Wi-Fi. Вариант Silver Edition (стоимость $ 299) имеет видеорежимы 1080p60 и 720p120 и может снимать серию из 10-мегапиксельных фотографий до 10 кадров в секунду. У обеих «значительно улучшилась» производительность при низкой освещённости, и новый водонепроницаемый бокс стал легче и меньше, чем у HERO3 (20 % и 15 %, соответственно, на сайте GoPro указывается — камера Hero3+ сама по себе имеет идентичные размеры к Hero3), а также утверждается об улучшениях в резкости изображения (минимальная дистанция фокусировки теперь около 18 см против 91 см на Hero3, за счёт максимального расстояния фокусировки, которое стало менее резким в Hero3+), увеличено время работы от аккумулятора (как за счёт улучшения эффективности, так и его более высокой ёмкости, при этом размер остался тот же) и улучшена аудиосистема, теперь она включает фильтр подавления шума от ветра. В новой HERO3+, как заверяют производители, в 4 раза увеличена скорость встроенного Wi-Fi модуля, теперь просматривать, копировать и управлять камерой стало проще и быстрее. У камеры улучшена оптическая система, и меньше искажаются изображения (по некоторым данным, до 33 %). У нового бокса изменена система закрытия, кнопки стали шире, но при этом сильнее «утоплены» в корпус бокса, что стало удобнее.

### GoPro HERO4

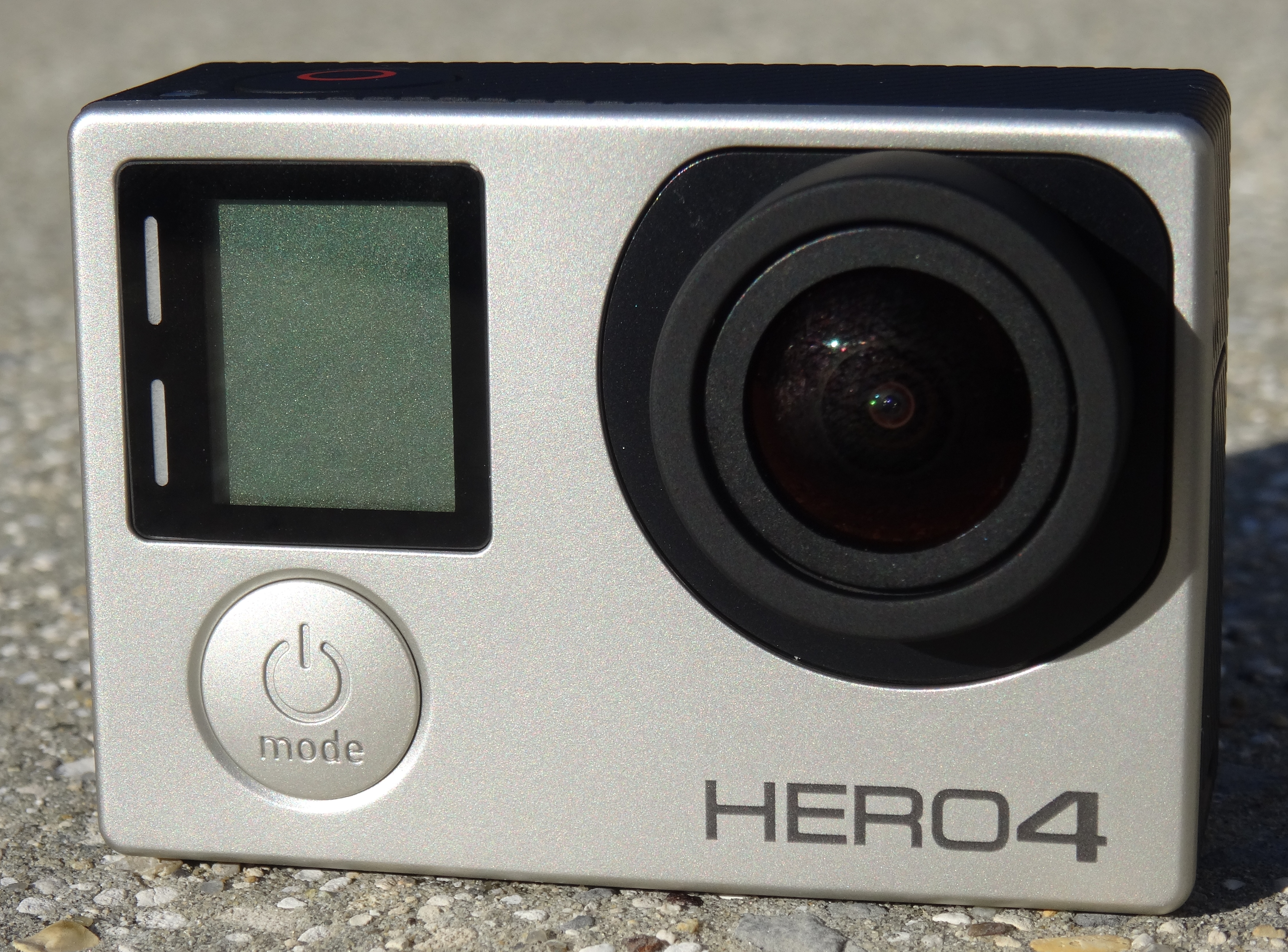
GoPro Hero 4 Silver Edition.

Осенью 2014 года на рынок вышла новая серия HERO4. В неё входят две модели HERO4 Black (CHDHX-401), HERO4 Silver (CHDHY-401). Все модели способны снимать видео высокого разрешения, 12-мегапиксельные фотографии со скоростью 30 кадров в секунду, имеют модули Wi-Fi и Bluetooth. Прозрачный корпус позволяет производить съёмку на глубине до 40 метров. Модель Black позволяет снимать видео 4K30, 2.7K50 и 1080p120. HERO4 Silver снимает видео 4K15, 2.7K30 и 1080p60, имеет сенсорный дисплей, позволяющий просматривать снимки прямо на камере. Модель Silver, в свою очередь, выпускается в 3 различных вариациях, технически они полностью идентичны, но различаются комплектацией: GoPro Hero4 Silver/Music Edition (Model CHDBY-401), GoPro Hero4 Silver/Surf Edition (Model CHDSY-401) и GoPro Hero4 Silver/Standart Edition (Model CHDDY-401). Standart — это комплектация без дополнительных креплений, Surf получила крепления для сёрфинга, а в комплектации Music — водонепроницаемый бокс заменили на рамку и также положили крепление для музыкальных инструментов. Зимой 2015 года вышла новая прошивка для GoPro Hero 4, которая добавила возможность снимать в режиме Time-Lapse, а также делать запись с частотой 240 кадров в секунду в разрешении 720p.
Упрощённая модель GoPro HERO снимает видео 1080p30 и 720p60, а также фото с разрешением 5 MP.
Стоимость камер на европейском рынке: HERO4 Black — €499.99, HERO4 Silver — €399.99, HERO — €124.99.

### GoPro HERO4 Session
Новая камера имеет те же крепления, что и прошлые модели. Старт продаж 12 июля по цене 399,99 доллара и в двух комплектациях (обычная и для сёрферов).
Характеристики HERO4 Session:
- разрешение: фотографии — 8 Мп, видео — 720p с частотой 100 кадров в секунду, 1080p — 60 кадров и 1440p — 30 кадров в секунду.
- 2 микрофона, чтобы переключаться между ними для снижения уровня шума, алгоритм для переворота видео.
- размеры 42 × 59 × 29 мм
- вес 74 грамм.

### GoPro HERO
Бюджетная модель. Снабжена 5-мегапиксельным сенсором. Он позволяет делать одиночные фотографии, вести серийную съёмку, а также записывать Full HD-видео. При выборе режима HD 720 скорость съёмки увеличивается до 50 или 60 кадров в секунду. В комплект также входят: быстросъёмное крепление, крепление для плоской поверхности, крепление для изогнутой поверхности, кабель USB.
Через некоторое время была выпущена улучшенная модель GoPro HERO+. Камера позволяет снимать видео 1080p с частотой 60 кадров/с и фотографии с разрешением 8 Мп.

### GoPro HERO5

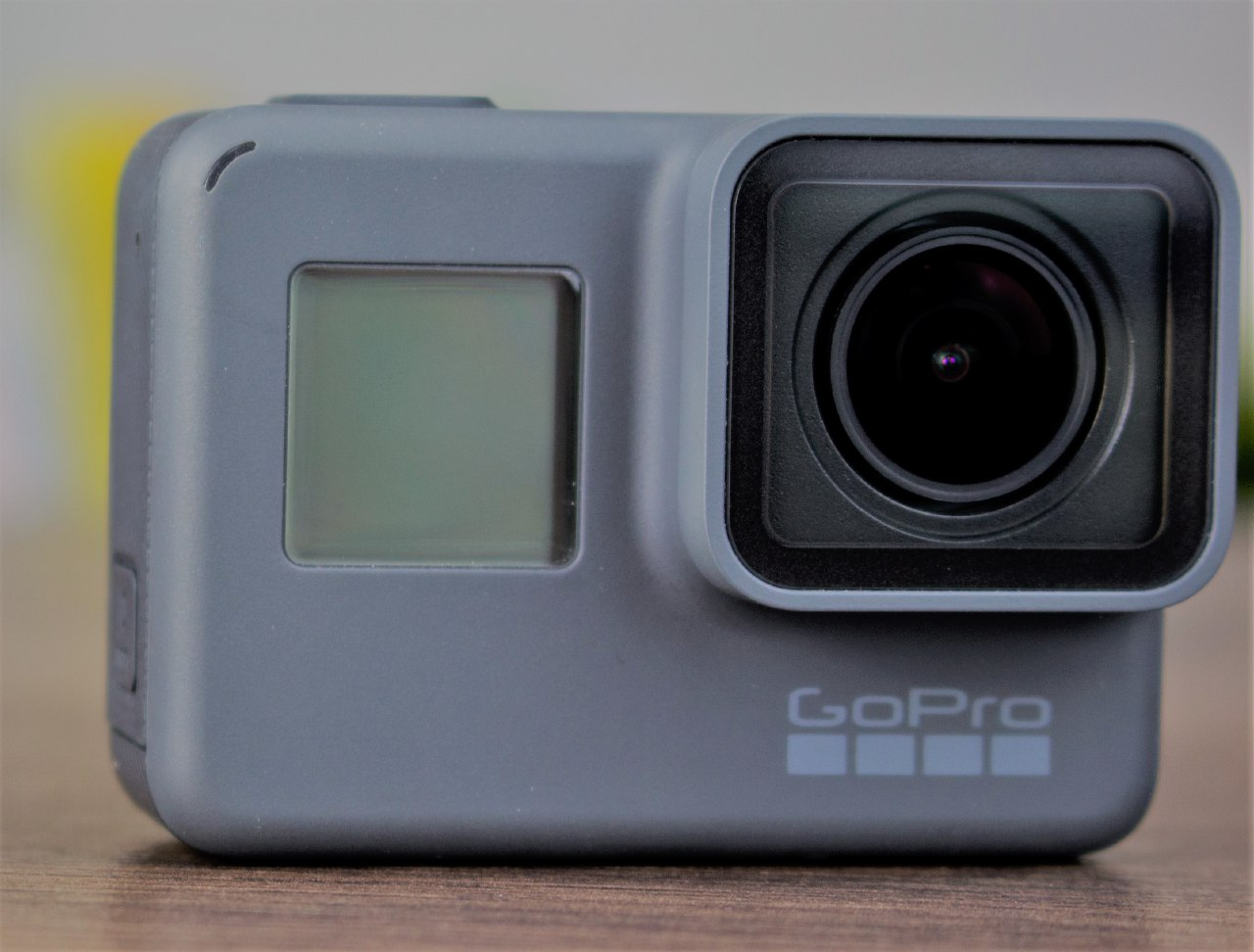
GoPro Hero5 Black

В конце сентября 2016 года GoPro представила новую серию HERO5. В неё входят две модели HERO5 Black (CHDHX-501) и HERO5 Session (CHDHS-501). Обе модели способны снимать видео высокого разрешения при 30 кадрах в секунду, имеют голосовое управление и модули Wi-Fi, Bluetooth и GPS. В отличие от прошлой линейки HERO4, HERO5 Black стала водонепроницаемой до глубины 10 метров без дополнительного корпуса. Характеристики HERO5 Black полностью соответствуют прошлой модели HERO4 Black, однако она имеет встроенный 2-дюймовый сенсорный дисплей, модуль GPS, фотосъёмку в формате RAW, режим WDR, три микрофона, цифровую стабилизацию, разъёмы USB Type-C, microHDMI, microSD и голосовое управление на английском, немецком, итальянском, испанском, французском, китайском и японском. Также можно докупить за € 64,99 водонепроницаемый прозрачный корпус, который позволяет производить съёмку на глубине до 60 метров. Благодаря трём встроенным микрофонам HERO5 Black имеет возможность шумоподавления и писать звук в стерео, а также имеет аккумулятор ёмкостью 1220 мА·ч.

### GoPro HERO5 Session
У HERO5 Session появилась возможность ночной съёмки, камера имеет водонепроницаемый корпус, как и у HERO 4 Session, который позволяет снимать на глубине до 10 метров.
Характеристики HERO5 Session:
- разрешение: фотографии — 10 Мп, видео — 720p с частотой 120 кадров в секунду, 1080p — 90 кадров, 2,7K — 48 кадров, 4K — 30 кадров в секунду.
- 2 микрофона, чтобы переключаться между ними для снижения уровня шума, алгоритм для переворота видео.
- размеры 42 × 59 × 29 мм
- вес 72 грамма.

В новой прошивке 2.0 для HERO5 появилась возможность голосового управления на русском языке. Старт продаж HERO5 начался 2 октября 2016 года. Стоимость камер в рынке США: HERO5 Black — $ 399,99, HERO5 Session — $ 299,99.

### GoPro KARMA Drone

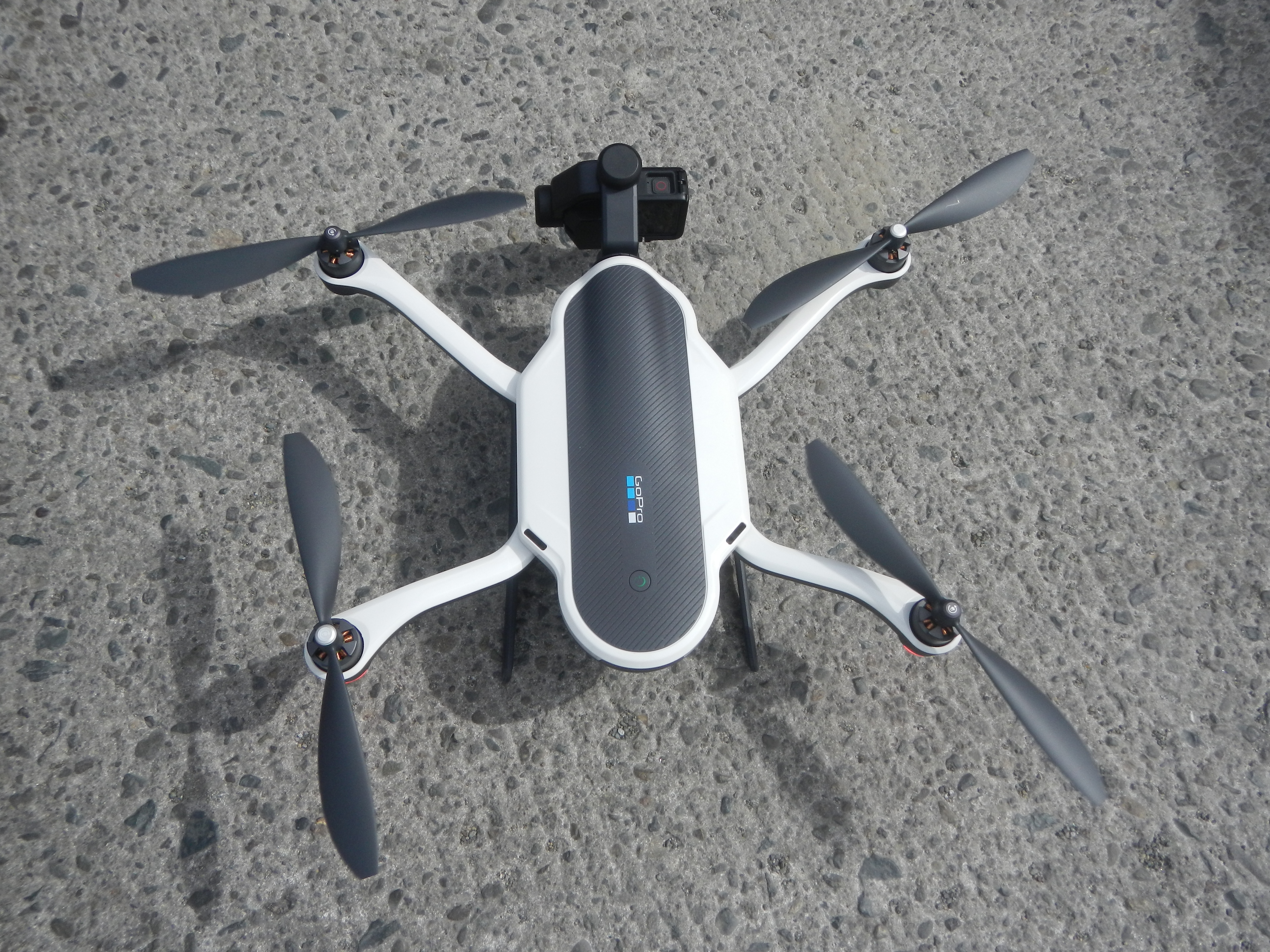
GoPro KARMA

Квадракоптер Karma Drone стал доступен 23 октября 2016 года. В базовую комплектацию за 799 долларов входит сам дрон, аккумулятор 14,8 В 5100 мА·ч LiPo, запасные пропеллеры, зарядное устройство, съемный подвес-стабилизатор, рукоятка для подвеса с управлением, кейс-рюкзак, крепление для камеры на рюкзак. Дрон также может быть в комплекте с HERO5 Black за 1099 долларов и с HERO5 Session за 999 долларов. Также он совместим HERO4 Black и Silver.
В 2018 году компания официально заявила о прекращении выпуска дронов и закрытии подразделения по производству квадрокоптеров.
В 2021 году появилось множество сообщений в сети о том, что после очередного обновления прошивок дрона он перестал соединяться с пультом управления и данную техническую проблему ни один пользователь не может устранить самостоятельно, т.к. отсутствует специализированное программное обеспечение, но помимо этого на самом дроне отсутствуют какие либо гнезда для подключения, а пульт является единственным способом для обновления прошивок. При попытках сообщить о существующих неисправностях на форуме GoPro администраторами такие пользователи блокировались, а сообщения удалялись, а компания GoPro делала вид, что такой проблемы не существует. На текущий момент компания GoPro не признала существование такой проблемы и никак её не решила. 

### GoPro Omni
GoPro также представили устройство под названием Omni, способное синхронизировать видео с нескольких камер GoPro для последующего просмотра в формате 360 градусов.

### GoPro HERO6
Компания GoPro представила новую водонепроницаемую камеру HERO6 Black для съемки фото и видео в любых условиях и в формате 4K при 60 кадрах в секунду, предназначенную для съемки активных видов спорта и других моментов. Новинка может выдержать погружение под воду на глубину до 10 метров без специального бокса.
В новой камере улучшили цветопередачу и скорость работы автоэкспозиции. Также теперь с помощью 2"-го сенсорного дисплея можно зумировать картинку. Благодаря новому процессору GP1 камера стала работать быстрее и получила возможность съемки в 4K-разрешении при частоте 60 кадров в секунду (раньше — только 30 кадров). Hero6 также может записывать видео в Full HD при 240 кадрах/с.
Технические характеристики GoPro Hero6 Black:
- Процессор GP1, разработанный инженерами GoPro
- Запись видео 4K (60 FPS), 1080p (240 FPS)
- Поддержка функции QuikStories, автоматически монтирующей короткие видео в полноценные видеоролики
- Улучшенная цветокоррекция и настройка автоматической автоэкспозиции
- Самая высокая степень стабилизации видео в линейке HERO, на момент выхода
- Сенсорное цифровое зумирование
- Увеличенная в 3 раза скорость выгрузки (Wi-Fi 5 ГГц)
- Водонепроницаемость — до 10 метров
- Полная совместимость со всеми креплениями и аксессуарами GoPro
- Фотографии в формате RAW и режиме HDR
- Голосовые команды на 10 языках, в том числе и на русском
- GPS, акселерометр, гироскоп, Bluetooth[18]

### GoPro HERO7
В сентябре 2018 года GoPro представила новую камеру HERO7. Представлено три модели: Hero7 White, Hero7 Silver и Hero7 Black, отличающиеся характеристиками. У HERO7 Black процессор GP1 остался прежним. Формат записи видео также не изменился, в максимальном разрешении 4К камера снимает с частотой 60 кадров в секунду. Остался прежним и формфактор, крепления и рамки от предыдущих камер Hero5 и Hero6 полностью совместимы с седьмой версией.
Важные новшества GoPro HERO7 Black:
- Hypersmooth — улучшенная технология цифровой стабилизации, сравнимая с оптической.
- Режим TimeWarp для записи очень плавных TimeLapse видео с высокой стабилизацией.
- Трансляция видео в режиме реального времени.
- Переработанное встроенное меню настройки.

В феврале 2019 года GoPro представила лимитированную серию камер HERO7 Black, но в белом цвете. Её отличие лишь в цвете, характеристики остались прежними.

### GoPro HERO8
1 октября 2019 года была анонсирована новая, восьмая версия серии Hero. Эта камера отличается обновлённой технологией цифровой стабилизации Hypersmooth 2.0 и TimeWarp 2.0. Процессор GP1 остался прежним, несмотря на то, что ранее говорилось о новом GP2. Формат записи видео практически не изменился, в максимальном разрешении 4К камера по-прежнему снимает с частотой 60 кадров в секунду, но изменился битрейт видео, теперь для 4К и 2.7К это 100 Мбит/с.
Крепление для штатива уже встроено в корпус камеры. Ранее для крепления камер требовалась специальная рамка или бокс.
Специально для Hero8 появились новые аксессуары, внешние модули: рамка с микрофоном, вспышка и дополнительный дисплей.

### GoPro HERO9
1 сентября 2020 года экшн-камера HERO9 Black была объявлена преемницей модели HERO8 Black. Индекс модели CHDHX-901
HERO9 Black по сути содержала прежние функции HERO8 Black, однако некоторые функции были улучшены. В частности, функция «HyperSmooth», представленная в HERO7 Black и усовершенствованная в HERO8 Black, была улучшена и названа «HyperSmooth 3.0». Камера также обладает максимальным разрешением 5K для видео и 20M для фотографий, также добавлен 1,4-дюймовый цветной селфи-экран на передней панели.
Камера HERO9 немного больше других моделей по размеру.

### GoPro HERO10
16 сентября 2021 компания GoPro представила новое поколение своих экшн-камер — флагманскую GoPro Hero 10 Black индекс CHDHX-101
Модель оснащается матрицей на 23,6 Мп, процессором GP2 и обновленной системой стабилизации видео HyperSmooth 4.0.
Всё это обеспечивает съёмку видео 5,3K со скоростью 60 кадров в секунду, 4K — 120 кадров в секунду и 2,7K — 240 кадров в секунду. Также возможно извлечение 19,6-мегапиксельных стоп-кадров из видео 5K в формате 4 : 3 и 15,8-мегапиксельных стоп-кадров из видео 5,3K.

### GoPro HERO11
14 сентября 2022 компания GoPro представила новое поколение своих экшн-камер — флагманскую GoPro Hero 11 Black индекс CHDHX-111
Названо главное новшество экшн-камеры GoPro Hero 11 Black - это новый 27-мегапиксельный датчик, а так же обновленная система стабилизации видео HyperSmooth 5.0.
GoPro представила одновременно две модели – Hero 11 Black и Hero 11 Mini. В актуальной линейке GoPro теперь две модели – как это было во времена Hero 5.

### GoPro HERO12
07 сентября 2023 компания GoPro представила новое поколение своих экшн-камер — флагманскую GoPro Hero 12 Black индекс CHDHX-121
Появилось несколько новых режимов съёмки: запись в формате 8 : 7 (полный сенсор) теперь доступна для всех, включая режимы TimeWarp и Night Effect. Формат позволяет «вырезать» контент с разным соотношением сторон из одного и того же исходного материала, сохраняя при этом высокое разрешение. Режим HDR камеры также был настроен для ещё лучшей обработки в смешанных условиях освещения. Hypersmooth, встроенная в камеру система стабилизации GoPro, теперь перешла на шестую версию.

### GoPro HERO13
04 сентября 2024 компания GoPro представила новое поколение своих экшн-камер — флагманскую GoPro Hero 13 Black индекс CHDHX-131
Увеличена емкость батареи на 10% (lдо 1900 mAh), добавлена поддержка WI-FI 6, новые настройки звука и добавлены сменные объективы

### GoPro HERO (2024)
04 сентября 2024 компания GoPro представила новое поколение своих экшн-камер —  GoPro Hero (2024) камера начального уровня.

### Комментарии
1. ↑  На видео, заснятых камерами GoPro фиксировались разрушения в результате бомбардировок сирийской и российской авиации, в том числе многоэтажных жилых домов, рынков, школ и госпиталей, а также действия по спасению людей, попавших под завалы[5]

### Сноски
1. 1 2 3  GoPro Announces Fourth Quarter and Full Year 2017 Results (англ.). GoPro (1 февраля 2018). Дата обращения: 15 декабря 2018. Архивировано 20 февраля 2019 года.
2. ↑  Mac, Ryan. GoPro CEO Nick Woodman Says No To Apple, Admits New Camera Sales Not Meeting Expectations. Forbes. Архивировано 4 января 2018. Дата обращения: 28 июня 2017.
3. ↑  POV-оператор: Сергей Валяев. tvkinoradio.ru. Дата обращения: 28 июня 2017. Архивировано из оригинала 31 августа 2017 года.
4. ↑  GoPro Announces Fourth Quarter And Full Year 2014 Results (амер. англ.). investor.gopro.com. Дата обращения: 15 марта 2021. Архивировано 13 мая 2021 года.
5. 1 2  Mayday: How the White Helmets and James Le Mesurier got pulled into a deadly battle for truth Архивная копия от 1 марта 2021 на Wayback Machine, BBC, 27.02.2021
6. ↑  GoPro HD Hero 3+ Black Edition. Gopro.com. Дата обращения: 13 декабря 2013. Архивировано 31 января 2013 года.
7. ↑  GoPro HD Hero 3+ Silver Edition. Gopro.com. Дата обращения: 13 декабря 2013. Архивировано 31 января 2014 года.
8. ↑  Камера GoPro  HERO 4 получила новые функции. velohack.com. Дата обращения: 6 февраля 2015. Архивировано 6 февраля 2015 года.
9. ↑  GoPro’s Hero 4 Session is its smallest camera ever Архивная копия от 6 июля 2015 на Wayback Machine | The Verge
10. ↑  GoPro представила HERO4 Session с новым дизайном Архивная копия от 8 июля 2015 на Wayback Machine // Look At Me
11. ↑  Видеокамера экшн GoPro Hero (CHDHA-301). www.mvideo.ru. Дата обращения: 28 июня 2017. Архивировано 3 июля 2017 года.
12. ↑  Характеристики видеокамеры GoPro HERO на Яндекс.Маркете. Яндекс.Маркет. Дата обращения: 28 июня 2017. Архивировано 9 мая 2015 года.
13. ↑  GoPro HERO+ LCD (серебристый). Связной.ру. Дата обращения: 28 июня 2017. Архивировано 14 июня 2017 года.
14. ↑  Характеристики квадрокоптера GoPro Karma на Яндекс.Маркете. Яндекс.Маркет. Дата обращения: 28 июня 2017. Архивировано 3 августа 2017 года.
15. ↑  GoPro Karma review | TrustedReviews. TrustedReviews (англ.). Архивировано 21 июня 2017. Дата обращения: 28 июня 2017.
16. ↑  GoPro больше не будет выпускать дроны. life.ru. Дата обращения: 9 января 2018. Архивировано 9 января 2018 года.
17. ↑  GoPro. GoPro VR: Omni Trailer - Our First 360 Camera Rig (5 мая 2016). Дата обращения: 28 июня 2017. Архивировано 19 апреля 2017 года.
18. ↑  SlowMo Компания GoPro анонсировала новую Hero6 Black. slow-mo.ru. Дата обращения: 18 октября 2017. Архивировано 18 октября 2017 года.
19. ↑  Представлены экшн-камеры GoPro Hero 7. Дата обращения: 20 сентября 2018. Архивировано 20 сентября 2018 года.
20. ↑  Опубликованы характеристики экшн-камер GoPro Hero 7. Дата обращения: 5 сентября 2018. Архивировано 5 сентября 2018 года.
21. ↑  GoPro turns the Hero 7 Black white (англ.). Дата обращения: 20 сентября 2018. Архивировано 28 февраля 2019 года.
22. ↑  Заметно дешевле ожидаемого и со встроенным креплением. Представлена камера GoPro Hero 8. Дата обращения: 1 октября 2019. Архивировано 1 октября 2019 года.
23. ↑  Появились первые сведения о камере GoPro Hero 8. Дата обращения: 1 октября 2019. Архивировано 1 октября 2019 года.
24. ↑  Editor, PhotographyTalk. GoPro Hero 13 Review (амер. англ.). Photography Talk (27 сентября 2024). Дата обращения: 13 января 2025.